# Campionati europei di atletica leggera 2014 - Salto triplo maschile
Il concorso del salto triplo ai Campionati europei di atletica leggera 2014 si è svolto il 12 e 14 agosto 2014 al Stadio Letzigrund.

## Medagliere
| Oro     | Benjamin Compaoré Francia |
| Argento | Lyukman Adams Russia      |
| Bronzo  | Aleksej Fëdorov Russia    |

## Programma
| Data           | Ora   | Evento         |
| -------------- | ----- | -------------- |
| 12 agosto 2014 | 13:12 | Qualificazione |
| 14 agosto 2014 | 20:10 | Finale         |

Ora locale (UTC+2)

## Risultati

### Qualificazione
Qualificazione: Gli atleti che raggiungono la misura di 16,65 (Q) o i migliori 12 (q) si qualificano in finale.
| Class | Gruppo | Nome               | Nazione       | #1    | #2    | #3    | Risultati | Note                          |
| ----- | ------ | ------------------ | ------------- | ----- | ----- | ----- | --------- | ----------------------------- |
| 1     | B      | Lyukman Adams      | Russia        | 16.27 | 16.52 | 16.97 | 16.97     | Q                             |
| 2     | B      | Benjamin Compaoré  | Francia       | 16.20 | x     | 16.83 | 16.83     | Q                             |
| 3     | B      | Nelson Évora       | Portogallo    | 16.64 | 16.82 |       | 16.82     | Q                             |
| 4     | A      | Yoann Rapinier     | Francia       | 16.36 | 16.23 | 16.80 | 16.80     | Q                             |
| 5     | B      | Pablo Torrijos     | Spagna        | 16.38 | 16.66 |       | 16.66     | Q                             |
| 6     | A      | Aleksej Fëdorov    | Russia        | 16.11 | 16.19 | 16.65 | 16.65     | Q                             |
| 7     | A      | Fabrizio Donato    | Italia        | x     | 16.64 | –     | 16.64     | q                             |
| 8     | B      | Rumen Dimitrov     | Bulgaria      | 16.27 | 16.62 | r     | 16.62     | q                             |
| 9     | A      | Marian Oprea       | Romania       | 16.57 | –     | –     | 16.57     | q                             |
| 10    | B      | Dzmitry Platnitski | Bielorussia   | x     | 16.01 | 16.54 | 16.54     | q                             |
| 11    | A      | Dimitrios Tsiamis  | Grecia        | 16.05 | 16.53 | x     | 16.53     | q                             |
| 12    | B      | Fabrizio Schembri  | Italia        | 16.52 | 16.31 | 16.47 | 16.52     | q                             |
| 13    | A      | Julian Reid        | Gran Bretagna | 16.52 | 16.13 | 16.32 | 16.52     |                               |
| 14    | A      | Georgi Tsonov      | Bulgaria      | 15.74 | x     | 16.35 | 16.35     | Miglior prestazione personale |
| 15    | B      | Zlatozar Atanasov  | Bulgaria      | 15.86 | 16.30 | 16.32 | 16.32     |                               |
| 16    | A      | Vladimir Letnicov  | Moldavia      | x     | 16.28 | x     | 16.28     |                               |
| 17    | A      | Jorge Gimeno       | Spagna        | 15.65 | x     | 15.98 | 15.98     |                               |
| 18    | A      | Alexander Hochuli  | Svizzera      | x     | x     | 15.95 | 15.95     |                               |
| 19    | B      | Viktor Kuznyetsov  | Ucraina       | 15.87 | 15.94 | x     | 15.94     |                               |
| 20    | A      | Aliaksei Tsapik    | Bielorussia   | 15.92 | 15.84 | 15.61 | 15.92     |                               |
| 21    | B      | Aleksi Tammentie   | Finlandia     | x     | x     | 15.83 | 15.83     |                               |
| -     | A      | Darius Aučyna      | Lituania      |       |       |       | dns       |                               |
| -     | B      | Daniele Greco      | Italia        |       |       |       | dns       |                               |

### Finale
| Class   | Nome               | Nazione     | #1    | #2    | #3    | #4    | #5    | #6    | Risultati | Note                                     |
| ------- | ------------------ | ----------- | ----- | ----- | ----- | ----- | ----- | ----- | --------- | ---------------------------------------- |
| Oro     | Benjamin Compaoré  | Francia     | 17.46 | 17.18 | x     | –     | x     | –     | 17.46     | EL                                       |
| Argento | Lyukman Adams      | Russia      | 17.09 | 16.85 | 16.74 | x     | x     | 17.06 | 17.09     |                                          |
| Bronzo  | Aleksej Fëdorov    | Russia      | 17.04 | 16.69 | x     | 16.37 | 16.70 | 16.76 | 17.04     |                                          |
| 4       | Yoann Rapinier     | Francia     | x     | 16.84 | 16.64 | x     | 16.83 | 17.01 | 17.01     |                                          |
| 5       | Marian Oprea       | Romania     | 16.94 | x     | x     | 16.52 | –     | 16.71 | 16.94     | Miglior prestazione personale stagionale |
| 6       | Nelson Évora       | Portogallo  | 16.63 | 16.78 | 16.67 | x     | 16.55 | 16.67 | 16.78     |                                          |
| 7       | Fabrizio Donato    | Italia      | 16.53 | 16.66 | x     | x     | –     | x     | 16.66     |                                          |
| 8       | Pablo Torrijos     | Spagna      | 16.19 | 14.46 | 16.56 | x     | x     | 16.56 | 16.56     |                                          |
| 9       | Rumen Dimitrov     | Bulgaria    | 16.33 | 16.15 | 16.43 |       |       |       | 16.43     |                                          |
| 10      | Dimitrios Tsiamis  | Grecia      | 16.23 | 16.39 | 16.07 |       |       |       | 16.39     |                                          |
| 11      | Dzmitry Platnitski | Bielorussia | x     | 16.09 | 16.25 |       |       |       | 16.25     |                                          |
| 12      | Fabrizio Schembri  | Italia      | 15.10 | 16.02 | x     |       |       |       | 16.02     |                                          |